# Rumen Radev
Rumen Radev (în bulgară Румен Георгиев Радев n. 18 iunie 1963, Dimitrovgrad, Haskovo, Bulgaria) este un militar și om de stat bulgar. Este președinte al Bulgariei din 22 ianuarie 2017.

## Biografie
Rumen Radev a fost membru al  forțelor aeriene bulgare din 1987 până în 2016. Pilot de vânătoare, a obținut gradul de general-maior și a ocupat postul de comandant al acestor forțe aeriene între 2004 și 2016.
Susținut de Partidul Socialist Bulgar, a fost candidat la alegerile prezidențiale din 2016. La primul tur de scrutin s-a clasat pe primul loc cu 25,4 % din sufragii, în fața principalei sale oponente, Țețka Țaceva, președintă a Adunării Naționale și candidată din partea GERB, aflat la putere. A câștigat al doilea tur de scrutin primind 59,4 % din sufragii, contra 36,2 %  obținute de Țețka Țaceva și 4,5 % de voturi albe.
A depus jurământul  la 19 ianuarie 2017 și și-a luat în primire funcțiile trei zile mai târziu. 
Alegerea lui Rumen Radev l-a făcut pe prim-ministrul Boiko Borisov (GERB), să-și prezinte demisia, după cum promisese înaintea alegerilor. Rumen Radev l-a numit pe Ognean Gherdjikov să-l succeadă, în așteptarea alegerilor legislative anticipate din 2017. Acestea au condus la victoria partidului de centru-dreapta GERB, ceea ce i-a permis lui Boiko Borisov să revină în fruntea guvernului.